# Габрусев, Алексей Константинович
Алексей Константинович Габрусев (1922—2007) — советский военный. Участник Великой Отечественной войны. Герой Советского Союза (1944). Полковник запаса (2000).

## Биография
Родился 1 января 1922 года в деревне Горошково Оршанского уезда Гомельской губернии РСФСР (ныне Дубровенский район Витебской области Республики Беларусь) в семье рабочего. Русский. В 1926 году его семья переехала в Смоленск. Здесь в 1939 году окончил семь классов школы № 30, после чего устроился работать помощником столяра на завод № 35, одновременно занимался в Смоленском аэроклубе.
В начале июля 1941 года завод был эвакуирован в город Куйбышев. Оттуда в конце июля 1941 года был призван ряды Рабоче-крестьянской Красной Армии Молотовским районным военкоматом Куйбышевской области. Воевал на Западном фронте. Участник битвы за Москву. Был тяжело ранен. После трёх месяцев лечения в госпитале его направили в Моршанск, где на доукомплектовании находилась 167-я стрелковая дивизия. С июля 1942 года вновь в действующей армии на Воронежском фронте в звании младшего сержанта, где 167-я стрелковая дивизия вошла в состав оперативной группы генерал-лейтенанта Н. Е. Чибисова. В конце июля дивизия, в которой служил Алексей Габрусев, была передана в состав 38-й армии и до января 1943 года вела оборонительные бои севернее Воронежа. В декабре 1942 года был ранен, но быстро вернулся в строй. В конце января — начале февраля 1943 года участвовал в Воронежско-Касторненской наступательной операции, затем Третьей битве за Харьков. К лету 1943 года был произведён в сержанты и назначен командиром отделения взвода пешей разведки 465-го стрелкового полка. В августе 1943 года участвовал в Белгородско-Харьковской операции — составной части Курской битвы. Накануне августовского наступления отделение сержанта Габрусева произвело разведку переднего края обороны противника, за что он получил свою первую боевую награду — медаль «За боевые заслуги». В ходе августовского наступления на Курской дуге получил ранение и на фронт вернулся в начале сентября 1943 года. В конце месяца 167-я дивизия вышла к Днепру в районе села Вышгород.
Перед форсированием реки взвод разведчиков, в числе которых был и Алексей Габрусев, получил приказ переправиться на западный берег и уточнить оборону противника. Разведка была произведена успешно, но при захвате «языка» взвод был обнаружен. В завязавшемся бою, когда командир взвода был тяжело ранен, Алексей Константинович принял командование взводом на себя. Взвод отразил несколько контратак превосходящих сил противника, в результате чего на образовавшийся небольшой плацдарм 28 сентября 1943 года переправились стрелковые части дивизии. За отличие при форсировании Днепра Алексей Константинович был повышен в звании до старшего сержанта и назначен на должность помощника командира взвода пешей разведки. Позднее подразделения 167-й дивизии были выведены на левый берег Днепра и форсировали реку вторично у села Новые Петровцы, после чего начали наступление на Киев с Лютежского плацдарма. В боях за столицу Украины 3-5 ноября вместе с группой разведчиков обеспечивал командование 465-го стрелкового полка ценными сведениями о противнике.
Указом Президиума Верховного Совета СССР «О присвоении звания Героя Советского Союза генералам, офицерскому, сержантскому и рядовому составу Красной Армии» от 10 января 1944 года за «образцовое выполнение боевых заданий командования на фронте борьбы с немецко-фашистскими захватчиками и проявленные при этом отвагу и геройство» с вручением ордена Ленина и медали «Золотая Звезда».
После отражения контрудара противника в ходе Киевской оборонительной операции 197-я стрелковая дивизия была подчинена 40-й армии. Зимой 1944 года дивизия вела бои за освобождение Правобережной Украины, участвуя в Житомирско-Бердичевской и Корсунь-Шевченковской операциях (с конца января 1944 года в составе 27-й армии). Алексей Константинович в это время со своей разведгруппой находился в тылу врага и, действуя в районе сёл Чёрная Каменка и Звенигородка, в период с 14 по 29 января 1944 года добывал ценные разведданные о силах противника, его дислокации и передвижениях. Группа несколько раз совершала успешные налёты на отдельные группы немцев, доставая важные штабные документы.
Весной 1944 года участвовал в Уманско-Ботошанской операции. В апреле того же 1944 года 167-я стрелковая дивизия была передана в состав 1-й гвардейской армии, в составе которой Алексей Константинович принял участие в Проскуровско-Черновицкой операции. Летом 1944 года участвовал в освобождении Западной Украины и юго-восточных районов Польши. В ходе Львовско-Сандомирской операции 20 июля 1944 года, ведя разведку обороны противника в районе населённого пункта Цеплице-Гурне на западном берегу реки Злота, разведгруппа Алексея Габрусева захватила мост через реку и в течение трёх часов удерживала его до подхода основных сил, не позволив противнику взорвать его.
В сентябре 1944 года 1-я гвардейская армия была передана на 4-й Украинский фронт, в составе которого Алексей Константинович принимал участие в освобождении Закарпатской Украины и Словакии (Восточно-Карпатская операция), южной Польши (Западно-Карпатская операция) и Моравско-Остравского промышленного района (Моравско-Остравская наступательная операция), сменив за это время должность командира отделения пешей разведки на должность командира миномётного взвода своего 465-го стрелкового полка. В последние дни войны его отозвали с передовой и направили на курсы младших лейтенантов, которые он закончил уже после победы.
До 1947 года в Польше в звании младшего лейтенанта. В 1947 году он окончил курсы усовершенствования офицерского состава (КУОС). С 1954 года служил в воинской части в Феодосии. Участвовал в разминировании территории Крымского полуострова. В 1956 году вторично прошёл курсы усовершенствования, после чего вернулся в свою часть в Феодосии.
В 1964 году вышел в запас. Трудился инструктором в автошколе ДОСААФ. С 1980 по 1990 год работал в отделе снабжения Феодосийской табачной фабрики. Затем занимался активной общественно-патриотической работой среди молодёжи города. В 2000 году ему было присвоено звание полковника запаса.
Скончался 9 сентября 2007 года. Похоронили его на Новом кладбище города Феодосии Автономной Республики Крым.

Бюст Габрусева на Аллее Героев в Феодосии.

## Награды
- Медаль «Золотая Звезда» (10.01.1944).
- Орден Ленина (10.01.1944).
- Орден Отечественной войны 1 степени (06.04.1985).
- Орден Славы 3 степени (08.02.1944).
- Орден Красной Звезды (18.09.1944).
- Медали, в том числе:

медаль «За боевые заслуги» (30.08.1943).

## Память

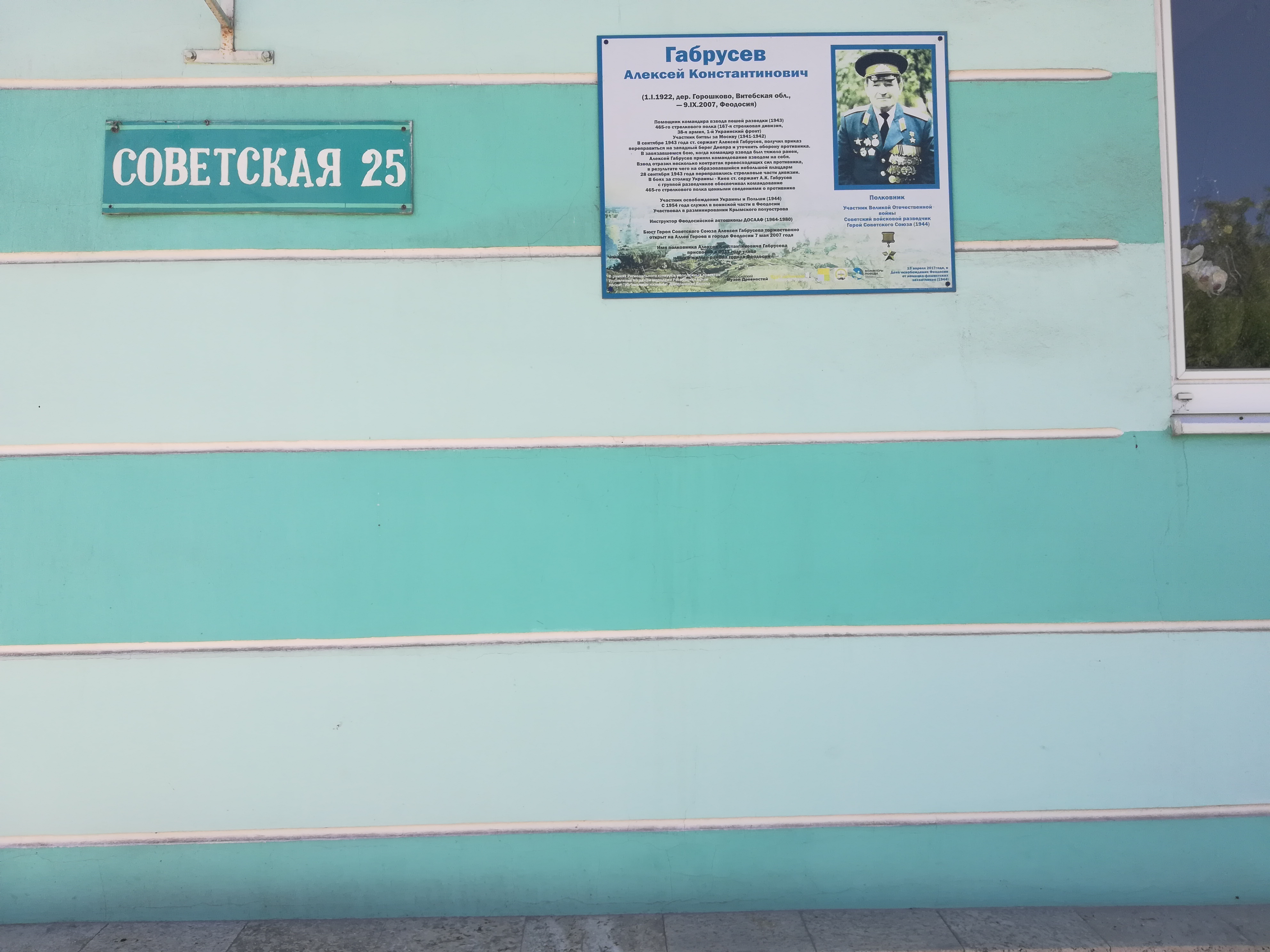
Мемориальный стенд в Феодосии

Могила Габрусева

- Бюст Героя Советского Союза А. К. Габрусева установлен на аллее Героев в городе Феодосии.
- В городе Феодосии на доме, где жил Герой Советского Союза А. К. Габрусев (ул. Советская, 25), установлена мемориальная доска.